# 京阪神交通
京阪神大都市圏的交通網絡包括公共和私營的鐵路及公路網絡；國際、國內以及通用航空的機場；公共汽車；機車送貨服務；步行、自行車和其他商業運輸。在京阪神，步行和騎自行車相比全球其他許多都市更普遍，私家車和機車在城市交通中占次要地位。京阪神的公共交通網絡也是僅次於東京，具有70多條捷運和通勤鐵路綫，每日載客量超過1300萬人數。

## 機場
京阪神有三間主要機場：關西國際機場，大阪國際機場，和神戶機場，前兩者更爲國家分為據點機場。目前三間機場由關西機場株式會社營運。除此之外，大阪府的八尾機場也是民用機場。

## 鐵路
京阪神的鐵路系統非常發達，而且铁路公司彼此激烈合作竞争，因此有“私鐵王國”的美稱。

### 高速鐵路
- 東海道新幹線
- 山陽新幹線

未來北陸新幹線和中央新幹線將會延伸至新大阪站。

### 普速铁路
京阪神廣義上包括三重县以外的整個近畿地方，其中通勤往返京都、大阪、神戶的都市雇用圈區域被稱為京都都市圈、大阪都市圈和神戶都市圈，合稱近畿大都市圈，範圍包括京丹波町以南的京都府；大阪府全境；兵库县東南部；滋贺县的琵琶湖南部區域；奈良县北部；以及和歌山县東北角，下文通勤铁路部分私鐵以此為表列範圍；JR西日本則以JR公布之大阪近郊區間與JR西日本發行的ICOCA卡使用範圍為準。在通勤铁路範圍之外，运行从近畿大都市圈通往都市圈外列车的路线列于城际、区域铁路。

#### 城际、区域铁路
- 西日本旅客鐵道

- 北陸本線
- 湖西線
- 東海道本線

- 山陽本線
- 赤穗線
- 播但線
- 姬新線

- 關西本線
- 山陰本線
- 紀勢本線

- 近畿日本鐵道
  - 大阪線
- 山陽電氣鐵道
  - 山陽電氣鐵道本線

#### 通勤铁路
| 论 编                       |                        |                        |          |           |        |                                                                   |                                     |
| 營運商                      | 軌道線                 | 區間                   | 開通年分 | 長度 (km) | 車站數 | 營運路線                                                          | 直通運轉                            |
| 西日本旅客鐵道 大阪近郊區間 | 大阪環狀線             | 大阪環狀線             | 1895     | 21.7      | 19     | 大阪環狀線 JR夢咲線 阪和線                                        | 櫻島線 阪和線                       |
| 西日本旅客鐵道 大阪近郊區間 | 北陸本線               | 米原－敦賀             | 1882     | 45.6      | 12     | 琵琶湖線 湖西線                                                   | 東海道本線 湖西線                   |
| 西日本旅客鐵道 大阪近郊區間 | 東海道本線             | 米原－神戶             | 1874     | 143.6     | 51     | 琵琶湖線、JR京都線、JR神戶線 湖西線 福知山線 學研都市線、JR東西線 | 山陽本線 湖西線 福知山線 JR東西線   |
| 西日本旅客鐵道 大阪近郊區間 | 山陽本線               | 神戶 - 上郡            | 1888     | 89.6      | 30     | JR神戶線 赤穗線                                                   | 東海道本線 赤穗線                   |
| 西日本旅客鐵道 大阪近郊區間 | 山陽本線               | 和田岬線               | 1890     | 2.7       | 2      |                                                                   |                                     |
| 西日本旅客鐵道 大阪近郊區間 | 赤穗線                 | 相生 - 播州赤穗        | 1951     | 10.5      | 4      | 赤穗線                                                            | 山陽本線                            |
| 西日本旅客鐵道 大阪近郊區間 | 湖西線                 | 湖西線                 | 1974     | 74.1      | 21     | 湖西線                                                            | 北陸本線 東海道本線                 |
| 西日本旅客鐵道 大阪近郊區間 | 草津線                 | 草津線                 | 1889     | 36.7      | 11     | 草津線                                                            |                                     |
| 西日本旅客鐵道 大阪近郊區間 | 奈良線                 | 奈良線                 | 1879     | 34.7      | 19     | 奈良線                                                            | 關西本線                            |
| 西日本旅客鐵道 大阪近郊區間 | 山陰本線               | 京都－園部             | 1897     | 34.2      | 16     | 嵯峨野線                                                          |                                     |
| 西日本旅客鐵道 大阪近郊區間 | 大阪東線               | 大阪東線               | 1929     | 20.2      | 12     | 大阪東線                                                          |                                     |
| 西日本旅客鐵道 大阪近郊區間 | 福知山線               | 福知山線               | 1891     | 106.5     | 30     | 福知山線                                                          | 東海道本線 JR東西線                 |
| 西日本旅客鐵道 大阪近郊區間 | 片町線 (學研都市線)    | 片町線 (學研都市線)    | 1895     | 44.8      | 24     | 學研都市線、JR東西線 大和路線                                     | JR東西線 關西本線                   |
| 西日本旅客鐵道 大阪近郊區間 | JR東西線               | JR東西線               | 1997     | 12.5      | 9      | JR神戶線 福知山線 學研都市線、JR東西線                            | 山陽本線 福知山線 片町線            |
| 西日本旅客鐵道 大阪近郊區間 | 加古川線               | 加古川線               | 1913     | 48.5      | 21     | 加古川線                                                          |                                     |
| 西日本旅客鐵道 大阪近郊區間 | 播但線                 | 姬路－寺前             | 1894     | 29.6      | 12     | 播但線                                                            |                                     |
| 西日本旅客鐵道 大阪近郊區間 | 姬新線                 | 姬路－上月             | 1923     | 50.9      | 13     | 姬新線                                                            |                                     |
| 西日本旅客鐵道 大阪近郊區間 | 櫻島線                 | 櫻島線                 | 1898     | 4.1       | 4      | JR夢咲線                                                          | 大阪環狀線                          |
| 西日本旅客鐵道 大阪近郊區間 | 關西本線               | 龜山－JR難波           | 1889     | 115.0     | 33     | 奈良線 大和路線 關西本線                                          | 奈良線                              |
| 西日本旅客鐵道 大阪近郊區間 | 阪和線                 | 主線                   | 1929     | 61.3      | 36     | 阪和線 關西空港線 紀國線                                          | 大阪環狀線 關西機場線 紀勢本線      |
| 西日本旅客鐵道 大阪近郊區間 | 阪和線                 | 鳳－東羽衣             | 1929     | 1.7       | 36     | 羽衣線                                                            |                                     |
| 西日本旅客鐵道 大阪近郊區間 | 關西機場線             | 關西機場線             | 1994     | 11.1      | 3      | 關西機場線                                                        | 阪和線                              |
| 西日本旅客鐵道 大阪近郊區間 | 和歌山線               | 和歌山線               | 1891     | 87.5      | 36     | 和歌山線                                                          |                                     |
| 西日本旅客鐵道 大阪近郊區間 | 櫻井線                 | 櫻井線                 | 1893     | 29.4      | 14     | 萬葉Mahoroba線                                                    |                                     |
| 西日本旅客鐵道 大阪近郊區間 | 紀勢本線               | 御坊－和歌山市         | 1891     | 57.9      | 19     | 阪和線 紀國線                                                     | 阪和線                              |
| 阪急電鐵                    | 阪急京都本線           | 阪急京都本線           | 1921     | 45.3      | 27     |                                                                   | 千里線 阪急寶塚本線 阪急神戶本線    |
| 阪急電鐵                    | 千里線                 | 千里線                 | 1921     | 13.6      | 11     |                                                                   | 阪急京都本線 大阪高速電氣軌道堺筋線 |
| 阪急電鐵                    | 嵐山線                 | 嵐山線                 | 1928     | 4.1       | 4      |                                                                   |                                     |
| 阪急電鐵                    | 阪急寶塚本線           | 阪急寶塚本線           | 1910     | 24.5      | 19     |                                                                   | 阪急京都本線 箕面線 能勢電鐵妙見線  |
| 阪急電鐵                    | 箕面線                 | 箕面線                 | 1910     | 4.0       | 4      |                                                                   | 阪急寶塚本線                        |
| 阪急電鐵                    | 阪急神戶本線           | 阪急神戶本線           | 1920     | 32.3      | 16     |                                                                   | 今津線 阪急神戶高速線               |
| 阪急電鐵                    | 伊丹線                 | 伊丹線                 | 1920     | 3.1       | 4      |                                                                   |                                     |
| 阪急電鐵                    | 今津線                 | 今津線                 | 1921     | 9.3       | 10     |                                                                   | 阪急神戶本線                        |
| 阪急電鐵                    | 甲陽線                 | 甲陽線                 | 1924     | 2.2       | 3      |                                                                   |                                     |
| 阪急電鐵                    | 阪急神戶高速線         | 阪急神戶高速線         | 1968     | 2.8       | 4      |                                                                   | 阪急神戶本線                        |
| 阪神電氣鐵道                | 阪神本線               | 阪神本線               | 1905     | 32.1      | 33     |                                                                   | 阪神難波線 阪神神戶高速線           |
| 阪神電氣鐵道                | 阪神難波線             | 阪神難波線             | 1924     | 10.1      | 11     |                                                                   | 阪神本線 近鐵難波線                 |
| 阪神電氣鐵道                | 武庫川線               | 武庫川線               | 1943     | 1.7       | 4      |                                                                   |                                     |
| 阪神電氣鐵道                | 阪神神戶高速線         | 阪神神戶高速線         | 1968     | 5.0       | 7      |                                                                   | 阪神本線 山陽電鐵本線               |
| 京阪電氣鐵道                | 京阪本線               | 京阪本線               | 1910     | 49.3      | 40     |                                                                   | 中之島線 鴨東線                     |
| 京阪電氣鐵道                | 中之島線               | 中之島線               | 2008     | 3.0       | 5      |                                                                   | 京阪本線                            |
| 京阪電氣鐵道                | 交野線                 | 交野線                 | 1929     | 6.9       | 8      |                                                                   |                                     |
| 京阪電氣鐵道                | 宇治線                 | 宇治線                 | 1913     | 7.6       | 8      |                                                                   |                                     |
| 京阪電氣鐵道                | 鴨東線                 | 鴨東線                 | 1989     | 2.3       | 3      |                                                                   | 京阪本線                            |
| 南海電氣鐵道                | 南海本線               | 南海本線               | 1885     | 64.2      | 43     |                                                                   | 高野線 機場線 加太線 和歌山港線     |
| 南海電氣鐵道                | 高師濱線               | 高師濱線               | 1918     | 1.5       | 3      |                                                                   |                                     |
| 南海電氣鐵道                | 機場線                 | 機場線                 | 1994     | 8.8       | 3      |                                                                   | 南海本線                            |
| 南海電氣鐵道                | 多奈川線               | 多奈川線               | 1944     | 2.6       | 4      |                                                                   |                                     |
| 南海電氣鐵道                | 加太線                 | 加太線                 | 1912     | 9.6       | 8      |                                                                   | 南海本線                            |
| 南海電氣鐵道                | 和歌山港線             | 和歌山港線             | 1956     | 2.8       | 2      |                                                                   | 南海本線                            |
| 南海電氣鐵道                | 高野線                 | 高野線                 | 1898     | 64.5      | 42     |                                                                   | 南海本線 泉北高速鐵道線             |
| 近畿日本鐵道                | 近鐵難波線             | 近鐵難波線             | 1970     | 2.0       | 3      |                                                                   | 近鐵奈良線 大阪線 阪神難波線        |
| 近畿日本鐵道                | 近鐵奈良線             | 近鐵奈良線             | 1914     | 26.7      | 19     |                                                                   | 近鐵難波線 近鐵京都線               |
| 近畿日本鐵道                | 生駒線                 | 生駒線                 | 1922     | 12.4      | 12     |                                                                   |                                     |
| 近畿日本鐵道                | 近鐵京都線             | 近鐵京都線             | 1928     | 34.6      | 26     |                                                                   | 京都地下鐵烏丸線 近鐵奈良線 橿原線  |
| 近畿日本鐵道                | 橿原線                 | 橿原線                 | 1921     | 23.8      | 17     |                                                                   | 近鐵京都線 天理線                   |
| 近畿日本鐵道                | 天理線                 | 天理線                 | 1915     | 4.5       | 4      |                                                                   | 橿原線                              |
| 近畿日本鐵道                | 田原本線               | 田原本線               | 1918     | 10.1      | 8      |                                                                   |                                     |
| 近畿日本鐵道                | 京阪奈線               | 京阪奈線               | 1986     | 18.8      | 8      |                                                                   | 大阪高速電氣軌道中央線              |
| 近畿日本鐵道                | 大阪線                 | 大阪上本町 - 名張      | 1914     | 67.2      | 47     |                                                                   | 近鐵難波線                          |
| 近畿日本鐵道                | 信貴線                 | 信貴線                 | 1930     | 2.8       | 3      |                                                                   |                                     |
| 近畿日本鐵道                | 南大阪線               | 南大阪線               | 1898     | 39.7      | 28     |                                                                   | 南大阪線系所有路線 (道明寺線除外)   |
| 近畿日本鐵道                | 道明寺線               | 道明寺線               | 1898     | 2.2       | 3      |                                                                   |                                     |
| 近畿日本鐵道                | 近鐵長野線             | 近鐵長野線             | 1898     | 12.5      | 8      |                                                                   | 南大阪線                            |
| 近畿日本鐵道                | 御所線                 | 御所線                 | 1930     | 5.2       | 4      |                                                                   | 南大阪線                            |
| 近畿日本鐵道                | 吉野線                 | 吉野線                 | 1912     | 25.2      | 16     |                                                                   | 南大阪線                            |
| 泉北高速鐵道                | 泉北高速鐵道線         | 泉北高速鐵道線         | 1971     | 14.3      | 6      |                                                                   | 南海電鐵高野線                      |
| 北大阪急行電鐵              | M 北大阪急行電鐵南北線 | M 北大阪急行電鐵南北線 | 1970     | 8.4       | 6      |                                                                   | 大阪高速電氣軌道御堂筋線            |
| 山陽電氣鐵道                | 山陽電鐵本線           | 山陽電鐵本線           | 1910     | 54.7      | 43     |                                                                   | 阪神神戶高速線                      |
| 神戶電鐵                    | 有馬線                 | 有馬線                 | 1928     | 22.5      | 16     |                                                                   | 神戶電鐵所有路線 (公園都市線除外)   |
| 神戶電鐵                    | 神電神戶高速線         | 神電神戶高速線         | 1968     | 0.4       | 2      |                                                                   | 有馬線                              |
| 神戶電鐵                    | 粟生線                 | 粟生線                 | 1936     | 29.2      | 20     |                                                                   | 有馬線                              |
| 神戶電鐵                    | 神電三田線             | 神電三田線             | 1928     | 12.0      | 10     |                                                                   | 有馬線                              |
| 神戶電鐵                    | 公園都市線             | 公園都市線             | 1991     | 5.5       | 4      |                                                                   | 神電三田線                          |
| 能勢電鐵                    | 妙見線                 | 妙見線                 | 1913     | 12.2      | 14     |                                                                   | 阪急寶塚本線 日生線                 |
| 能勢電鐵                    | 日生線                 | 日生線                 | 1978     | 2.6       | 2      |                                                                   | 妙見線                              |
| 叡山電鐵                    | E 叡山本線             | E 叡山本線             | 1925     | 5.6       | 8      |                                                                   | E 鞍马线                            |
| 叡山電鐵                    | E 鞍马线               | E 鞍马线               | 1928     | 8.8       | 10     |                                                                   | E 叡山本線                          |
| 水間鐵道                    | 水間線                 | 水間線                 | 1925     | 5.5       | 10     |                                                                   |                                     |
| 北條鐵道                    | 北條線                 | 北條線                 | 1918     | 13.7      | 8      |                                                                   |                                     |
| 近江鐵道                    | 近江铁道本线           | 近江铁道本线           | 1898     | 47.7      | 25     |                                                                   | 多賀線 八日市線                     |
| 近江鐵道                    | 多賀線                 | 多賀線                 | 1914     | 2.5       | 3      |                                                                   | 近江铁道本线                        |
| 近江鐵道                    | 八日市線               | 八日市線               | 1913     | 9.3       | 7      |                                                                   | 近江铁道本线                        |

注释
1. ↑  只列出直接直通運轉的路線，途經其他路線不列出。
2. 1 2  今宮站－天王寺站間2.2公里與關西本線共線。
3. ↑  「ICOCA」僅可在姬路站－播磨新宮站間使用，但所有列車運行至上月站。
4. 1 2  阪急大阪梅田站－十三站間2.4公里與寶塚本線共線。
5. 1 2  不在大阪通勤內圈，但與本線直通運轉故列入。
6. 1 2  大阪上本町 - 布施區間為四線鐵路，奈良線與大阪線的列車共同運作，不會互相影響，可視為共線路段，但近鐵將該路段單獨列於大阪線，使兩線在路線圖上沒有直接直通。
7. ↑  名張站位於三重縣，位於近畿通勤圈外，但大阪方面發出的普通和準急運行至名張為止，使其成為近畿與中部的分界站。準急以上的列車運行全線，屬於區域鐵路列車。
8. ↑  不在大阪通勤內圈，但與南大阪線直通運轉故列入。
9. ↑  姬路市区间不包括于神戶都市圈，但山陽電鐵本線普通列车可从神戶直达姬路，故全线列入，另外網干線不在神戶通勤圈，故不列入。

### 地下铁
大阪，京都，神戶都有地下鐵系统，其中大阪的地下鐵系統在2018年民營化，現在由大阪市高速電氣軌道管理營運。由於實際上日本並無對地下鐵之明確定義，故列出日本地下鐵協會定義的地下鐵系統。
| 系统               | 信息       | 信息                               | 运营中                                                                           | 建设/計畫中                             | 地图 | 参考 |
| ------------------ | ---------- | ---------------------------------- | -------------------------------------------------------------------------------- | --------------------------------------- | ---- | ---- |
| 京都市營地下鐵     | 城市       | 京都市、宇治市                     | 烏丸線 東西線                                                                    |                                         |      |      |
| 京都市營地下鐵     | 开通年份   | 1957                               | 烏丸線 東西線                                                                    |                                         |      |      |
| 京都市營地下鐵     | 运营线路数 | 2                                  | 烏丸線 東西線                                                                    |                                         |      |      |
| 京都市營地下鐵     | 车站数     | 31                                 | 烏丸線 東西線                                                                    |                                         |      |      |
| 京都市營地下鐵     | 线网长度   | 31.2公里                           | 烏丸線 東西線                                                                    |                                         |      |      |
| 京都市營地下鐵     | 客运量     | 日均38.5萬（2023年）               | 烏丸線 東西線                                                                    |                                         |      |      |
|                    |            |                                    |                                                                                  |                                         |      |      |
| 大阪市高速電氣軌道 | 城市       | 大阪府                             | 御堂筋線 谷町線 四橋線 中央線 千日前線 堺筋線 長堀鶴見綠地線 今里筋線 南港港城線 | 中央線夢洲延伸 今里筋線湯里六丁目延伸線 |      |      |
| 大阪市高速電氣軌道 | 开通年份   | 1993                               | 御堂筋線 谷町線 四橋線 中央線 千日前線 堺筋線 長堀鶴見綠地線 今里筋線 南港港城線 | 中央線夢洲延伸 今里筋線湯里六丁目延伸線 |      |      |
| 大阪市高速電氣軌道 | 运营线路数 | 9                                  | 御堂筋線 谷町線 四橋線 中央線 千日前線 堺筋線 長堀鶴見綠地線 今里筋線 南港港城線 | 中央線夢洲延伸 今里筋線湯里六丁目延伸線 |      |      |
| 大阪市高速電氣軌道 | 车站数     | 133                                | 御堂筋線 谷町線 四橋線 中央線 千日前線 堺筋線 長堀鶴見綠地線 今里筋線 南港港城線 | 中央線夢洲延伸 今里筋線湯里六丁目延伸線 |      |      |
| 大阪市高速電氣軌道 | 线网长度   | 137.8公里                          | 御堂筋線 谷町線 四橋線 中央線 千日前線 堺筋線 長堀鶴見綠地線 今里筋線 南港港城線 | 中央線夢洲延伸 今里筋線湯里六丁目延伸線 |      |      |
| 大阪市高速電氣軌道 | 客运量     | 日均244.2萬 全年8.9137億（2023年） | 御堂筋線 谷町線 四橋線 中央線 千日前線 堺筋線 長堀鶴見綠地線 今里筋線 南港港城線 | 中央線夢洲延伸 今里筋線湯里六丁目延伸線 |      |      |
|                    |            |                                    |                                                                                  |                                         |      |      |
| 神戶市營地下鐵     | 城市       | 神戶市                             | S 西神·山手線 S 北神線 K 海岸線                                                  |                                         |      |      |
| 神戶市營地下鐵     | 开通年份   | 1977                               | S 西神·山手線 S 北神線 K 海岸線                                                  |                                         |      |      |
| 神戶市營地下鐵     | 运营线路数 | 3                                  | S 西神·山手線 S 北神線 K 海岸線                                                  |                                         |      |      |
| 神戶市營地下鐵     | 车站数     | 26                                 | S 西神·山手線 S 北神線 K 海岸線                                                  |                                         |      |      |
| 神戶市營地下鐵     | 线网长度   | 38.1公里                           | S 西神·山手線 S 北神線 K 海岸線                                                  |                                         |      |      |
| 神戶市營地下鐵     | 客运量     |                                    | S 西神·山手線 S 北神線 K 海岸線                                                  |                                         |      |      |
|                    |            |                                    |                                                                                  |                                         |      |      |

### 輕軌與路面電車
| 系统         | 類型          | 城市          | 开通 年份 | 運營 路線數 | 运营 车站数 | 路网长度 （km） | 運行線路          | 路線图 |
| ------------ | ------------- | ------------- | --------- | ----------- | ----------- | --------------- | ----------------- | ------ |
| 京阪電氣鐵道 | 輕軌-火車系統 | 京都市 大津市 | 1912      | 2           | 27          | 21.6            | 京津線 石山坂本線 |        |
| 京福電氣鐵道 | 輕軌          | 京都市        | 1910      | 2           | 22          | 11.0            | 嵐山本線 北野線   |        |
| 阪堺電氣軌道 | 有軌電車      | 大阪市 堺市   | 1911      | 2           | 40          | 18.3            | 阪堺線 上町線     |        |

注释
1. ↑  實際為5條，但西神線、西神延伸線和山手線多直通運轉，故將之視為一條
2. ↑  京津線直通運轉至京都市營地下鐵東西線，但京都市營地下鐵不可直通運轉至輕軌線

### 其他軌道交通
| 路線                | 路線                | 城市   | 开通年份 | 运营 车站数 | 路网长度 （km） | 路線图               |
| ------------------- | ------------------- | ------ | -------- | ----------- | --------------- | -------------------- |
| 旅客捷運系統        |                     |        |          |             |                 |                      |
| 南港港城線          | 南港港城線          | 大阪市 | 1981     | 10          | 7.9             | 見大阪市高速電氣軌道 |
| P / PL 港灣人工島線 | P / PL 港灣人工島線 | 神戶市 | 1981     | 12          | 10.8            |                      |
| R 六甲人工島線      | R 六甲人工島線      | 神戶市 | 1990     | 6           | 4.5             |                      |
| 跨坐式單軌          |                     |        |          |             |                 |                      |
| 大阪單軌電車        | 本線                | 大阪府 | 1990     | 14          | 21.2            |                      |
| 大阪單軌電車        | 彩都線              | 大阪府 | 1998     | 5           | 6.8             |                      |

注释
1. 1 2  含支線

## 巴士

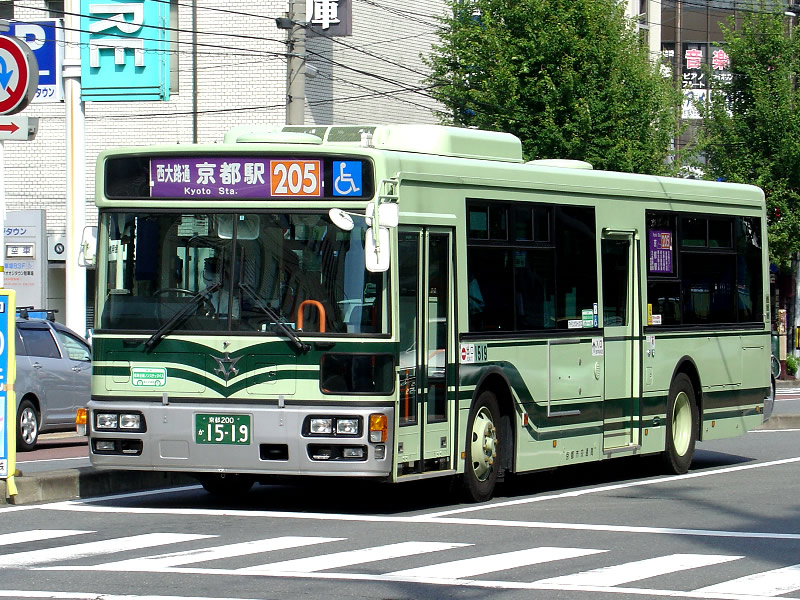
京都市營巴士

京阪神區内有數十間的公營和民營巴士公司，提供數以百條市内和城際巴士路綫。

## 道路

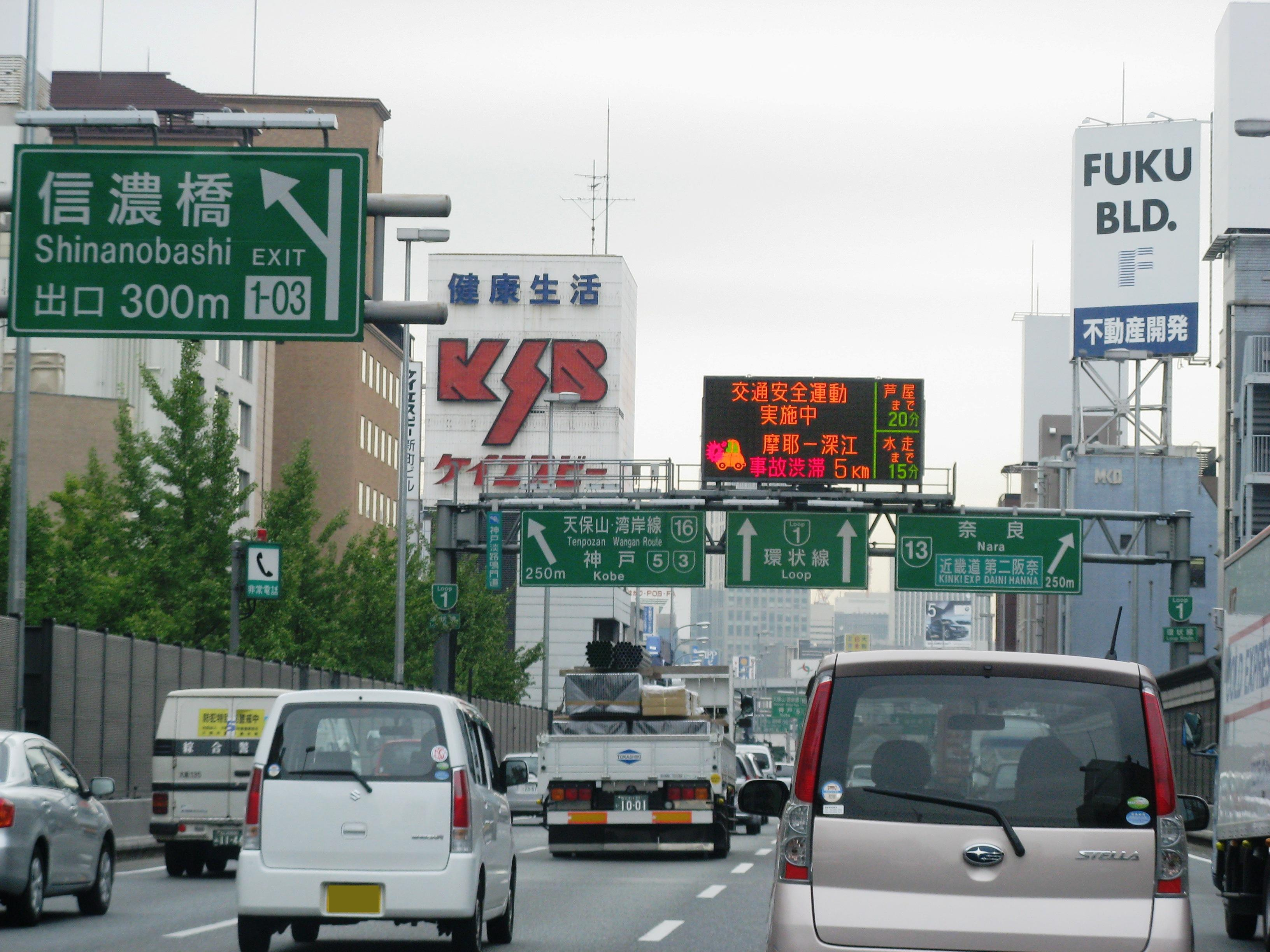
阪神高速1號環狀線

京阪神區域的高速道路主要由西日本高速道路和阪神高速道路營運。

## 海運交通

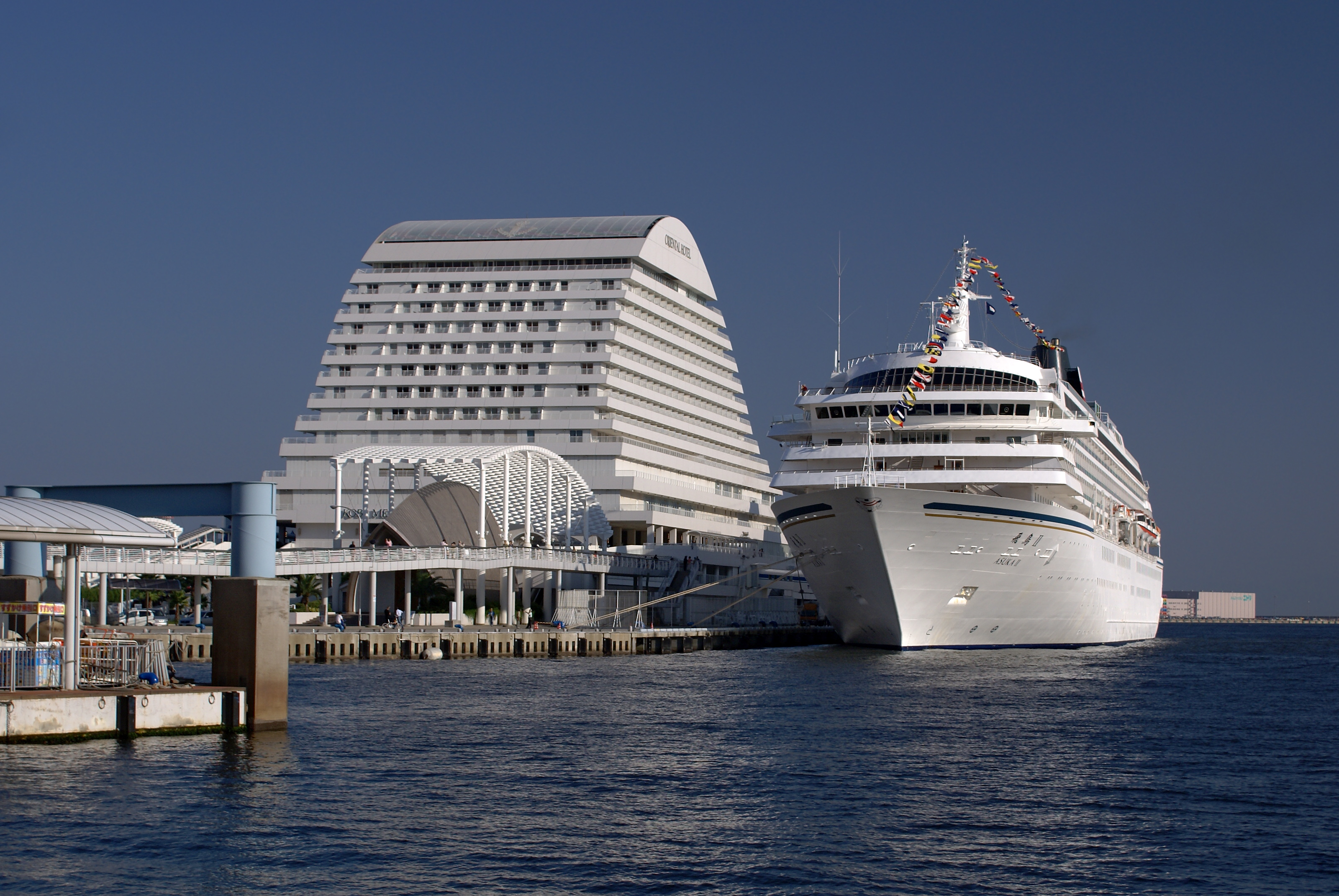
神戶港

京阪神區有以下港口：
- 阪神港 
  - 堺泉北港
  - 大阪港
  - 尼崎西宮蘆屋港
  - 神戶港
- 姬路港
- 東播磨港
- 和歌山下津港
- 阪南港
- 舞鶴港
- 宮津港

### 水上客運
京阪神具有神戶港和大阪港兩大游輪港口提供國内長途和國際客運服務。此外也有鏈接關西機場和神戶機場的「Bay Shuttle 海上高速船」,大阪市的交通船，和數間民營公司提供觀光船服務。

### 水上貨運
阪神港口是日本的重要運輸樞紐，神戶港更是安政條約開港五港之一。

## 外部連結
- Keihanshin Railway Network Map （页面存档备份，存于）
- map.html Kansai Railway Network Map（页面存档备份，存于） - Kansai One Pass
- Expressway Numbering Route Map （页面存档备份，存于） - Ministry of Land, Infrastructure, Transport and Tourism (MLIT)
- Port and Airport Department （页面存档备份，存于） - Kinki Regional Development Bureau, MLIT